# José Iraragorri
José Iraragorri Ealo (Galdakao, 16 maart 1912 - aldaar, 27 april 1983) was een Spaans voetballer. Hij maakte deel uit van het Spaans voetbalelftal op het Wereldkampioenschap voetbal 1934. Dit elftal werd uitgeschakeld in de kwartfinale door Italië.
Tijdens zijn professionele carrière speelde hij zowel in de Spaanse, Argentijnse als Mexicaanse competitie. Hierna ging hij aan de slag als trainer waar hij zijn grootste succes boekte in 1950 met Athletic Bilbao toen hij de Copa del Rey won.